# تشارلي ماسون (لاعب كرة قاعدة)
تشارلي ماسون (بالإنجليزية: Charlie Mason)‏ هو لاعب كرة قاعدة أمريكي، ولد في 25 يونيو 1853 في نيو أورلينز في الولايات المتحدة، وتوفي في 21 أكتوبر 1936 في فيلادلفيا في الولايات المتحدة.

## وصلات خارجية
- تشارلي ماسون على موقعبيزبول رفرنس.كوم (الدوري الرئيسي) (الإنجليزية)
- تشارلي ماسون على موقعبيزبول رفرنس.كوم (الدوري الثانوي) (الإنجليزية)